# Constructionisme (educatietheorie)
Constructionisme of construerend leren is geïnspireerd door de constructivistische  theorie dat mensen tijdens het leren mentale modellen ontwikkelen (construeren) om de wereld om hun heen te duiden en te begrijpen.
Constructionisme bevordert het gestuurd en ontdekkend leren, waarbij studenten de informatie die zij al kennen gebruiken om nieuwe kennis op te doen. Studenten leren door deel te nemen in projectgebaseerd leren dat ze in staat stelt verbindingen te leggen tussen verschillende ideeën en kennisgebieden. Docenten faciliteren het leren door coaching in plaats van hoor- of werkcolleges, waarbij studenten opdrachten stapsgewijs uitvoeren. Verder poneert constructionisme dat leren meest effectief is als het gekoppeld is aan het maken van fysieke objecten. Daarmee is de gedachte gerelateerd aan 'experiential learning' en bouwt voort op de theorie over constructivisme van Jean Piaget.